# Tulsa Shock 2010
La stagione 2010 delle Tulsa Shock fu la 13ª nella WNBA per la franchigia.
Le Tulsa Shock arrivarono quinte nella Western Conference con un record di 6-28, non qualificandosi per i play-off.

## Roster
| N° | Naz.                   | Ruolo | Sportivo          | Anno | Alt. | Peso |
| -- | ---------------------- | ----- | ----------------- | ---- | ---- | ---- |
| 0  | Stati Uniti (bandiera) | G     | Shanna Zolman     | 1983 | 178  | 70   |
| 1  | Stati Uniti (bandiera) | G     | Shavonte Zellous  | 1986 | 178  | 70   |
| 3  | Stati Uniti (bandiera) | G     | Natasha Lacy      | 1985 | 178  | 75   |
| 4  | Stati Uniti (bandiera) | GA    | Amber Holt        | 1985 | 183  | 77   |
| 5  | Stati Uniti (bandiera) | G     | Scholanda Dorrell | 1983 | 180  | 75   |
| 8  | Stati Uniti (bandiera) | G     | Kiesha Brown      | 1979 | 178  | 61   |
| 11 | Stati Uniti (bandiera) | C     | Chante Black      | 1985 | 196  | 85   |
| 11 | Stati Uniti (bandiera) | G     | Ivory Latta       | 1984 | 168  | 65   |
| 20 | Stati Uniti (bandiera) | G     | Marion Jones      | 1975 | 178  | 68   |
| 21 | Stati Uniti (bandiera) | A     | Jennifer Lacy     | 1983 | 191  | 79   |
| 21 | Stati Uniti (bandiera) | A     | Amanda Thompson   | 1987 | 185  | 79   |
| 22 | Stati Uniti (bandiera) | G     | Alexis Hornbuckle | 1985 | 180  | 70   |
| 23 | Stati Uniti (bandiera) | A     | Plenette Pierson  | 1981 | 188  | 77   |
| 30 | Stati Uniti (bandiera) | AC    | Nicole Ohlde      | 1982 | 196  | 86   |
| 32 | Stati Uniti (bandiera) | A     | Rashanda McCants  | 1986 | 185  | 73   |
| 33 | Stati Uniti (bandiera) | A     | Tiffany Jackson   | 1985 | 191  | 84   |
| 44 | Stati Uniti (bandiera) | A     | Ashley Walker     | 1987 | 185  | 91   |
| 45 | Stati Uniti (bandiera) | C     | Kara Braxton      | 1983 | 198  | 86   |

## Staff tecnico
- Allenatore: Nolan Richardson
- Vice-allenatori: Tammy Bagby, Wayne Stehlik
- Preparatore atletico: Stuart Nichols